# تیم ملی فوتبال باسک
تیم ملی فوتبال باسک یک تیم در سرزمین باسک در اسپانیا است که در آن بازیکنانی که اهل باسک هستند بازی میکنند.